# NGC 3512
NGC 3512 is een balkspiraalstelsel in het sterrenbeeld Kleine Leeuw. Het hemelobject werd op 11 april 1785 ontdekt door de Duits-Britse astronoom William Herschel.

## Synoniemen
- UGC 6128
- MCG 5-26-41
- ZWG 155.51
- IRAS11013+2818
- PGC 33432